# Республіка Вермонт

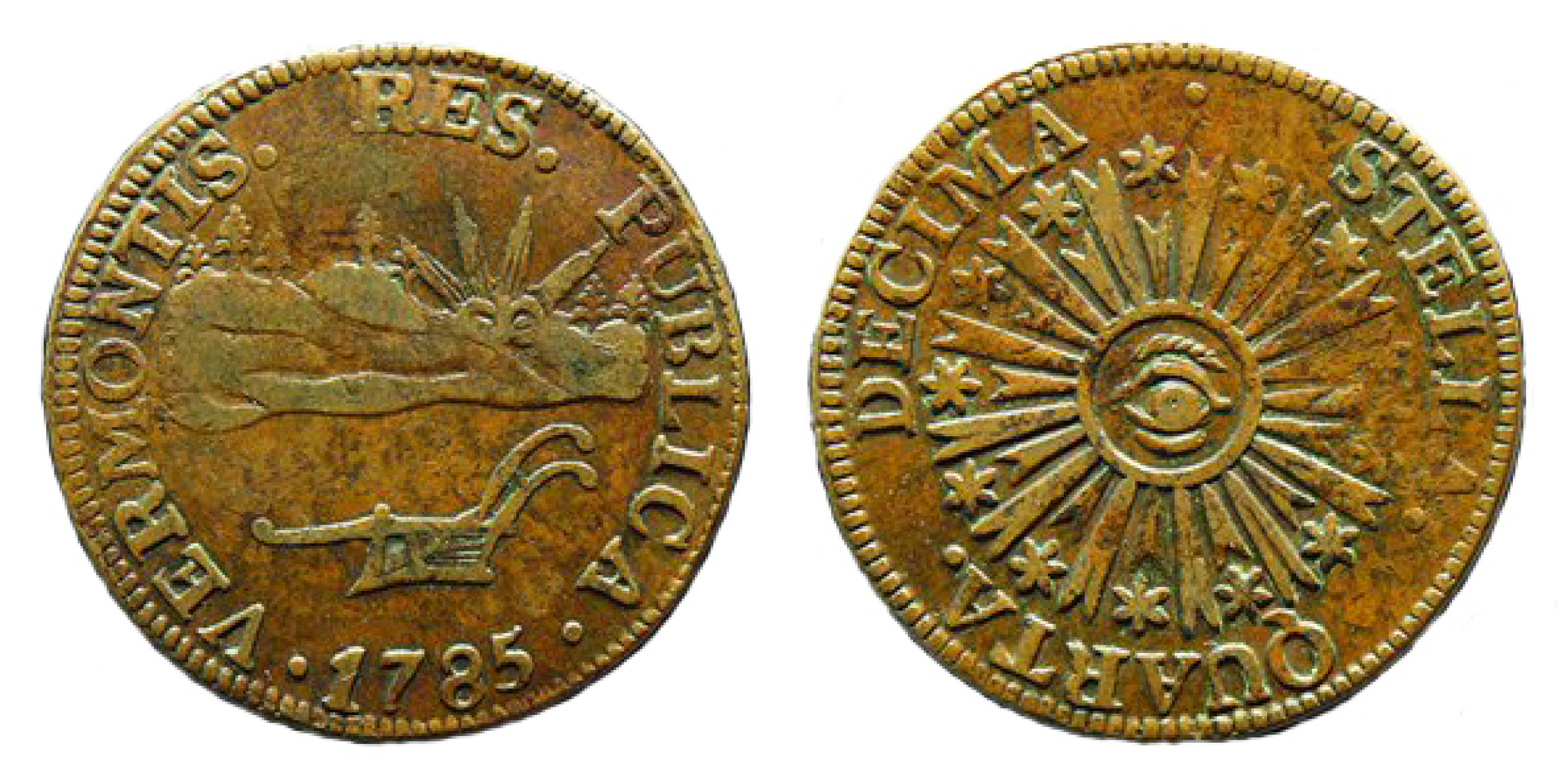
Монети Республіки Вермонт, так звані Vermont coppers.

Республіка Вермонт (англ. Vermont Republic, офіційно Держава Вермонт (англ. State of Vermont; фр. État du Vermont)) — у сучасній історіографії назву періоду в історії Вермонта після оголошення незалежності від Британії у 1777 році та до приєднання до США у 1791 році чотирнадцятим штатом. 
Незважаючи на наявність власної валюти, поштової служби та багатьох ознак державності, в історичних документах не зустрічається визначення Республіка Вермонт, лише Штат Вермонт. На відміну від Республіки Техас та Каліфорнійської республіки, глави яких іменувалися президентами, у Вермонті голова адміністрації називався губернатором (1778—1789, 1790—1791 — Томас Чіттенден, 1789—1790 — Мозес Робінсон).